# Championnats d'Europe de dressage et de saut d'obstacles 2013
Navigation
Édition suivante
Les championnats d'Europe de dressage et de saut d'obstacles 2013, vingt-huitième édition des championnats d'Europe de dressage et trente-deuxième édition des championnats d'Europe de saut d'obstacles, ont eu lieu du 20 au 25 août 2013 à Herning, au Danemark. En saut d'obstacles, l'épreuve individuelle est remportée par le Français Roger-Yves Bost et la compétition par équipe par le Royaume-Uni.